# Vergniaud Wanderley
Vergniaud Borborema Wanderley (Campina Grande, 11 de agosto de 1905 – 1986) foi um político e jurista brasileiro.
Filho de Vigolvino Wanderley e Maria Augusta Borborema Wanderley, tornou-se bacharel em direito em 1929 pela Faculdade de Ciências Jurídicas do Recife. Foi promotor público em Blumenau, SC, em 1930, e juiz de direito neste Estado. Em 1935 foi chefe de polícia na Paraíba.
Foi por duas vezes prefeito de Campina Grande, de 18 de dezembro de 1935 a 1 de março de 1938 e de 20 de agosto de 1940 a 1 de março de 1945. Também atuou como Senador da República de 1947 a 1951 e ministro do Tribunal de Contas entre 1952 e 1975, ano de sua aposentadoria da vida pública.
Morreu no Rio de Janeiro, em 20 de novembro de 1986, aos 81 anos.